# 道格拉斯公園 (加利福尼亞州)
道格拉斯公園（英語：Douglas Park）是位於美國加利福尼亞州德爾諾特縣的一個非建制地區。該地的面積和人口皆未知。

## 地理
道格拉斯公園的座標為41°47′14″N 124°03′46″W / 41.78722°N 124.06278°W，而該地的平均海拔高度為42米（即138英尺）。